# Hari Kunzru
Hari Kunzru, född 1969 och uppväxt i Essex, är en brittisk journalist och författare. 

## Biografi
Hari Kunzru var under 1990-talet frilansjournalist med uppdragsgivare som The Guardian, Daily Telegraph, The Economist och Wired.
År 2002 debiterade han som författare med The Impressionist (Imitatören). Boken utspelar sig i det koloniala Indien 1918, en tid strax efter första världskriget då det brittiska imperiet var i startgropen för förändringar.
År 2005 gav han ut leela.exe (Transmission), och 2008 My revolutions (Mina revolutioner).
Han är gift med journalisten och litteraturvetaren Katie Kitamura.

### På svenska
- 2002 –  Imitatören. Översättning: Andersson Erik. Stockholm: Bonnier. Libris 8588854. ISBN 91-0-057844-4
- 2005 –  Transmission (Leela.exe). Översättning: Gyllenhak Ulf. Stockholm: Bonnier. Libris 9863905. ISBN 91-0-010520-1
- 2008 –  Mina revolutioner. Översättning: Engström Thomas. Stockholm: Bonnier. Libris 10906543. ISBN 9789100118099

## Priser och utmärkelser
- Betty Trask Award 2002 för The Impressionist